# Hanna Husková
Hanna Huskovová (* 28. srpna 1992, Minsk) je běloruská akrobatická lyžařka.
Na olympijských hrách v jihokorejském Pchjongčchangu roku 2018 získala zlatou medaili v akrobatických skocích. Ve stejném roce byla zvolena nejlepší sportovkyní Běloruska. Má též stříbro z juniorského mistrovství světa z roku 2012. Na MS dospělých v roce 2015 skončila nejlépe šestá. Ve světovém poháru skončila v sezóně 2017/18 na druhém místě ve skocích.